# Східноєвропейський дослідний інститут імені В'ячеслава Липинського
Східноєвропейський дослідний інститут імені В'ячеслава Липинського (СЄДІЛ; англ. W.K. Lypynsky East European Research Institute) заснований за ініціативою групи українських діячів 1963 року в Філадельфії, США для збереження, дослідження й публікації архівних матеріалів і наукових праць, пов'язаних із політологією, новітньою історією та культурою України, зокрема спадщини В'ячеслава Липинського, Павла Скоропадського та державницького напряму української історіографії. До ініціативної групи належали Євген Зиблікевич, Дмитро Левчук, Володимир Лотоцький, В. Чума та інші.
Основу архівної колекції СЄДІЛ складає архів В'ячеслава Липинського, який у 1931 році митрополит Андрей Шептицький придбав і передав на зберігання до церкви Святої Варвари у Відні. По закінченню Другої світової війни діячі української еміграції доклали чимало зусиль, щоб зберегти архів від радянських агентів, які його шукали. Після відновлення суверенітету Австрії у 1955 році їм вдалося отримати дозвіл на повне мікрофільмування архіву В.Липинського, що із кінця 1945 року зберігався в Державному архіві Відня. 1956 року ця робота була закінчена, і матеріали з Відня були покладені в основу архівної колекції СЄДІЛ.
Першим директором СЄДІЛ (1963—86) був Євген Зиблікевич (1895—1987), діяч українського національно-визвольного руху, сотник Армії УНР, член Української військової організації (із 1921), делегат I-го Конгресу українських націоналістів (1929), журналіст.
Завдяки багатим архівним фондам СЄДІЛ став одним із провідних центрів дослідження історії політичної думки України в діаспорі. До роботи інституту залучалися кращі науковці української діаспори: Олександр Оглоблин, Іван Лисяк-Рудницький, Лев-Ростислав Білас, Василь Рудько, Омелян Пріцак та інші. Його діяльність фінансується шляхом надання доброчинних пожертвувань українською діаспорою США і Канади, передусім прихильниками українського гетьманського руху. Із 1984 року по 1987 інститут видавав часопис «Віднова».
Протягом 1986—2003 директором СЄДІЛ був історик Ярослав Пеленський. 1957 року він отримав у Людвіг-Максиміліан університеті в Мюнхені наукове звання доктора філософії, а 1968 — доктора історії в Колумбійському університеті в Нью-Йорку. 1971—1992 працював професором історії в Університеті Айови. Із 1992 — дійсний іноземний член НАН України.
2003—09 директором СЄДІЛ був голова правління Асоціації українських національних кредитних союзів І. Мазепа.
Із 2009 СЄДІЛ очолює Роман Процик (н. 1952), доктор біохімії (1978), громадських діяч, екзекутивний директор Фонду кафедр українознавства (із 1988 року).
СЄДІЛ став однією з перших українських наукових інституцій, яка розпочала реалізацію проекту корпусного видання епістолярних джерел українських політичних діячів, у першу чергу В'ячеслава Липинського. Загалом СЄДІЛ заплановано видати повне зібрання творчої спадщини В'ячеслава Липинського у 25-ти томах. Протягом 1973—2003 було видано 3 томи листування та 2 томи наукових праць.
Із 1991 року СЄДІЛ продовжує реалізацію видавничих проектів у співпраці з науковими інститутами системи Національної академії наук України та архівами України. Знаковими стали видання: «Липинський В. Листи до братів-хліборобів: Про ідею і організацію українського монархізму» (Філадельфія, 1995); «Скоропадський П. Спогади (кінець 1917 — грудень 1918)» (К.—Філадельфія, 1995).
СЄДІЛ брав участь у підготовці та фінансуванні видання документальних видань про голод 1946—1947 років в УРСР («Голод в Україні 1946—1947: Документи і матеріали», К., 1996), про трагедію Голодомору 1932—1933 років в УСРР у Харківській області («Чорні жнива: Голод 1932—1933 років у Валківському та Коломацькому районах Харківщини: Документи, спогади, списки померлих», К., 1997).
1998 року СЄДІЛ спільно з Інститутом східноєвропейських досліджень НАН України провів першу міжнародну наукову конференцію на тему «Українська державницька школа».
Архівні фонди СЄДІЛ складаються з матеріалів особистого архіву В'ячеслава Липинського, класифікованих за 4-ма тематичними групами: 1) політичний архів В'ячеслава Липинського — документи й матеріали, що стосуються посольств Української Держави та Директорії Української Народної Республіки у Відні; 2) наукові та публіцистичні праці В'ячеслава Липинського, зокрема: «Гетьманство чи Республіка», «Про нашу політику, внутрішню і закордонну, в 1917—1919», «Теорія управління», «Меморіал до Українського комітету про наше становище супроти напруженої ситуації в Європі» та інші; 3) листування В'ячеслава Липинського, яке складає 10 тисяч рукописних та друкованих сторінок; 4) особисті та фінансові справи, «Щоденник» В'ячеслава Липинського, замітки, рецензії, коментарі.
Протягом усього часу існування інституту його архів поповнювався матеріалами та спогадами про В'ячеслава Липинського, документами інших українських громадсько-політичних діячів, які репрезентували українську політичну думку 20 ст.
Архів СЄДІЛ зберігає також матеріали і документи митрополита А.Шептицького, гетьмана П.Скоропадського та його родини, кн. М.Кочубея, Є.Чикаленка, А.Жука, І.Мірчука, Є.Олесницького, Д.Дорошенка, О.Скорописа-Йолтуховського, В.Кучабського, С.Томашівського, Б.Лепкого, І.Кревецького, В.Панейка, Н.Полонської-Василенко, В.Стефаника, О.Назарука та багатьох ін. укр. громадсько-політичних, наукових та культурних діячів.
2006 року СЄДІЛ передав на постійне зберігання до Центрального державного історичного архіву України в м. Київ оригінали та копії документів родинного архіву Скоропадських 14—20 ст., зокрема: архів Данила Скоропадського (включно з документами щодо політ. діяльності Павла Скоропадського та кореспонденцією його дружини Олександри); архів Марії Скоропадської-Монтрезор; архів Єлизавети Скоропадської-Кужім та родинний архів графа Адама Монтрезора, чоловіка Марії Скоропадської.
Із 2009 року СЄДІЛ співпрацює з Університетом Альберти, при якому діє Канадський інститут українських студій. СЄДІЛ посприяв появі нових видань (англ. мовою): В.Кучабського «Західня Україна у конфлікті з Польщею і більшовизмом, 1918—1923» (Едмонтон, 2009) та З.Когута «Творення України: Студії з політичної культури, історичного наративу та ідентичности» (Едмонтон, 2011).